# Saison 2015 de l'équipe cycliste Wanty-Groupe Gobert

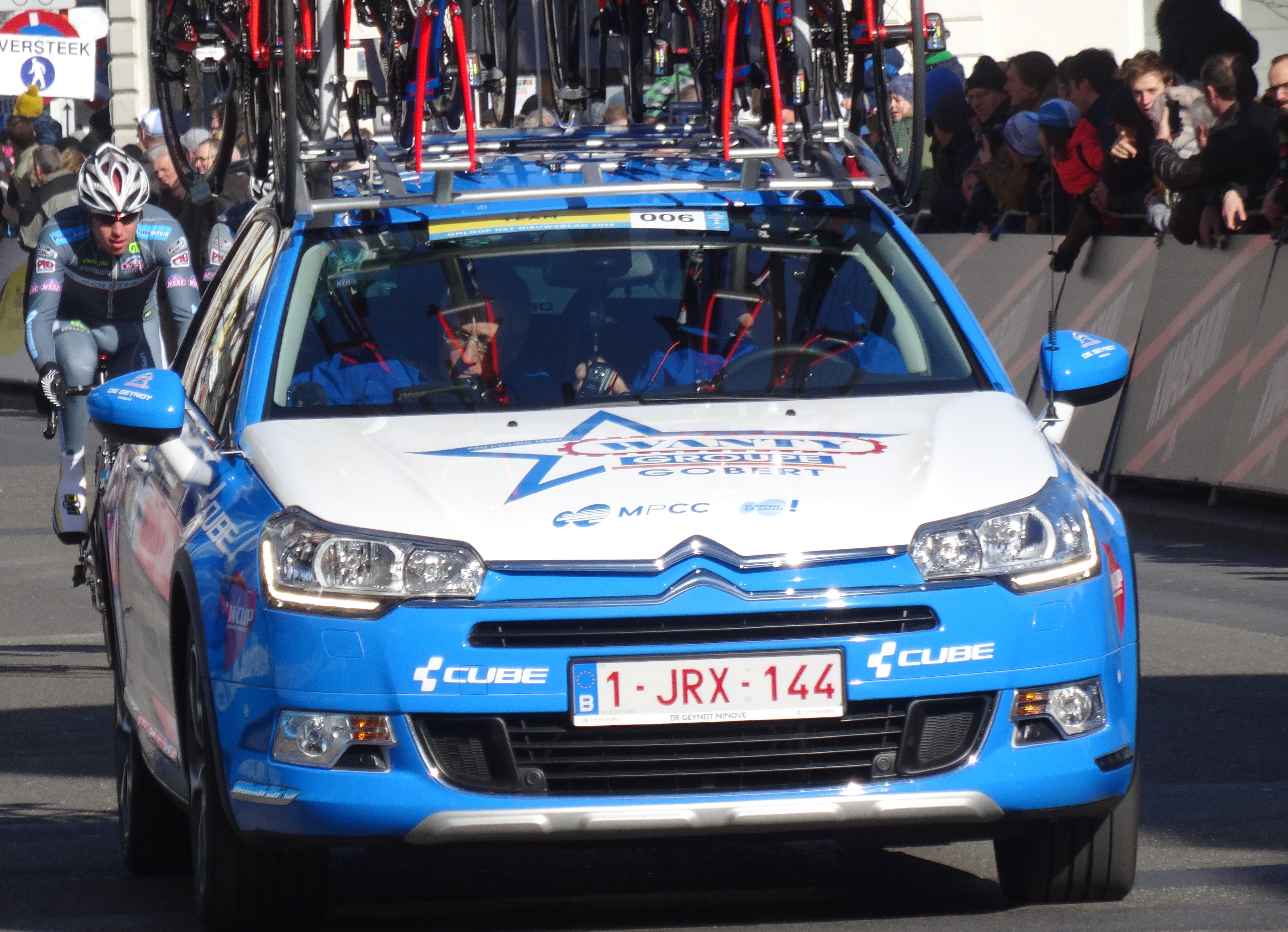
Une voiture lors du Circuit Het Nieuwsblad 2015.

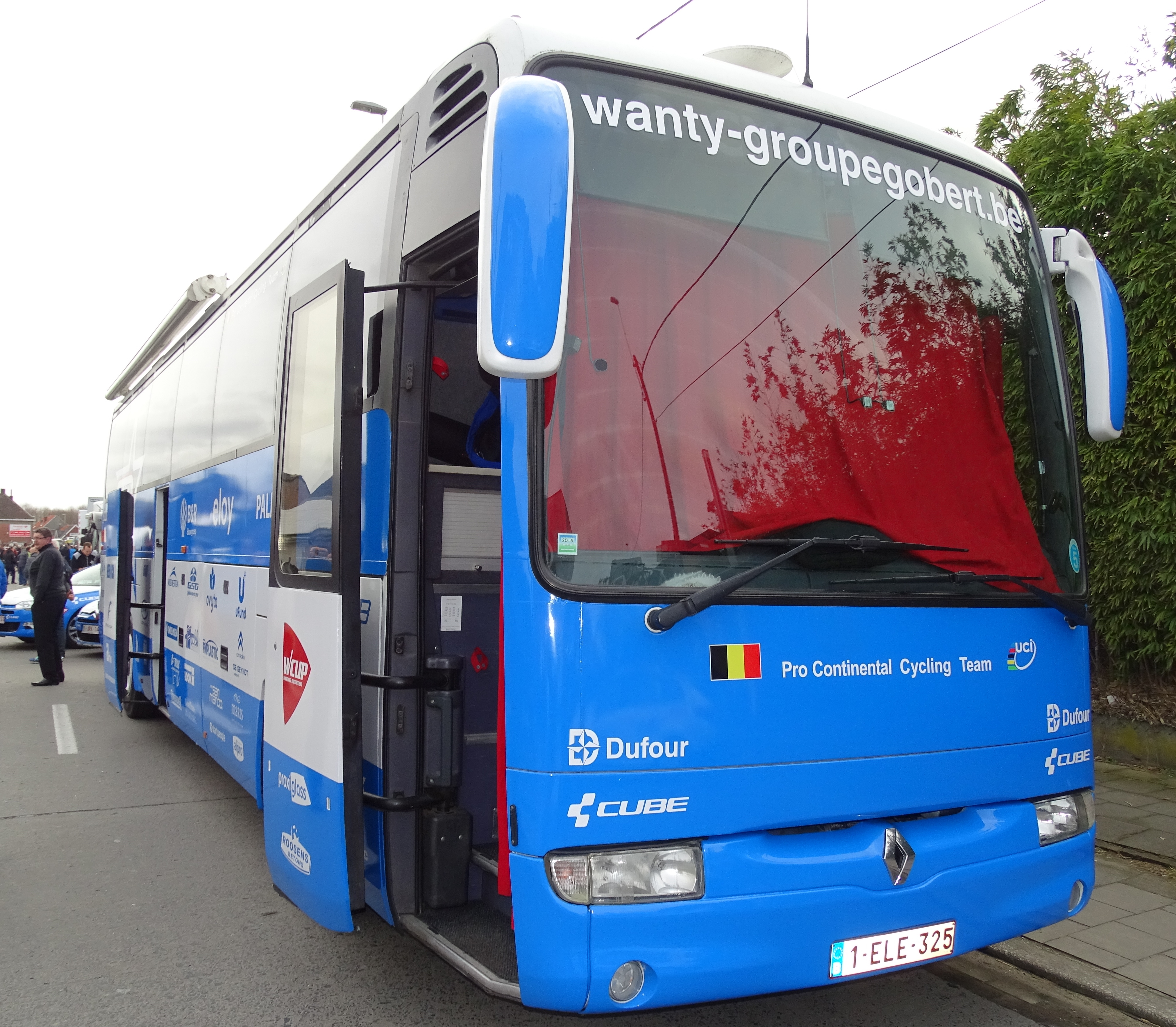
Le bus de l'équipe lors du Grand Prix E3 2015.

La saison 2015 de l'équipe cycliste Wanty-Groupe Gobert est la huitième de l'équipe.

## Préparation de la saison 2015

### Arrivées et départs
| Arrivées          | Équipe 2014                 |
| ----------------- | --------------------------- |
| Simone Antonini   | Marchiol Emisfero           |
| Tom Devriendt     | 3M                          |
| Boris Dron        | Wallonie-Bruxelles          |
| Yannick Eijssen   | BMC Racing                  |
| Enrico Gasparotto | Astana                      |
| Marco Marcato     | Cannondale                  |
| Lander Seynaeve   | EFC-Omega Pharma-Quick Step |

| Départs            | Équipe 2015        |
| ------------------ | ------------------ |
| Laurens De Vreese  | Astana             |
| Thomas Degand      | IAM                |
| Jempy Drucker      | BMC Racing         |
| Jérôme Gilbert     | Verandas Willems   |
| Grégory Habeaux    | Wallonie-Bruxelles |
| Michel Kreder      | Roompot            |
| Wesley Kreder      | Roompot            |
| Kevin Seeldraeyers | Torku Şekerspor    |
| Nico Sijmens       | Retraite           |

## Coureurs et encadrement technique

### Effectif
| Cycliste            | Date de naissance | Nationalité | Équipe 2014                 |  |
| ------------------- | ----------------- | ----------- | --------------------------- |  |
| Simone Antonini     | 12 février 1991   | Italie      | Marchiol Emisfero           |  |
| Frederik Backaert   | 13 mars 1990      | Belgique    | Wanty-Groupe Gobert         |  |
| Jérôme Baugnies     | 1er avril 1987    | Belgique    | Wanty-Groupe Gobert         |  |
| Francis De Greef    | 2 février 1985    | Belgique    | Wanty-Groupe Gobert         |  |
| Tim De Troyer       | 11 août 1990      | Belgique    | Wanty-Groupe Gobert         |  |
| Tom Devriendt       | 29 octobre 1991   | Belgique    | 3M                          |  |
| Boris Dron          | 17 mars 1988      | Belgique    | Wallonie-Bruxelles          |  |
| Yannick Eijssen     | 26 juin 1989      | Belgique    | BMC Racing                  |  |
| Enrico Gasparotto   | 22 mars 1982      | Italie      | Astana                      |  |
| Jan Ghyselinck      | 24 février 1988   | Belgique    | Wanty-Groupe Gobert         |  |
| Roy Jans            | 15 septembre 1990 | Belgique    | Wanty-Groupe Gobert         |  |
| Björn Leukemans     | 1er juillet 1977  | Belgique    | Wanty-Groupe Gobert         |  |
| Marco Marcato       | 11 février 1984   | Italie      | Cannondale                  |  |
| Marco Minnaard      | 11 avril 1989     | Pays-Bas    | Wanty-Groupe Gobert         |  |
| Danilo Napolitano   | 31 janvier 1981   | Italie      | Wanty-Groupe Gobert         |  |
| Fréderique Robert   | 25 janvier 1989   | Belgique    | Wanty-Groupe Gobert         |  |
| Mirko Selvaggi      | 11 février 1985   | Italie      | Wanty-Groupe Gobert         |  |
| Lander Seynaeve     | 29 mai 1992       | Belgique    | EFC-Omega Pharma-Quick Step |  |
| Kévin Van Melsen    | 1er avril 1987    | Belgique    | Wanty-Groupe Gobert         |  |
| James Vanlandschoot | 26 août 1978      | Belgique    | Wanty-Groupe Gobert         |  |
| Frederik Veuchelen  | 4 septembre 1978  | Belgique    | Wanty-Groupe Gobert         |  |
| Stagiaire           | Date de naissance | Nationalité | Équipe 2015                 |  |
| Romain Barroso      | 18 janvier 1993   | France      | Guidon chalettois           |  |
| Kevin Callebaut     | 16 octobre 1991   | Belgique    | Cibel                       |  |
| Robin Stenuit       | 16 juin 1990      | Belgique    | Veranclassic-Ekoï           |  |

Portraits
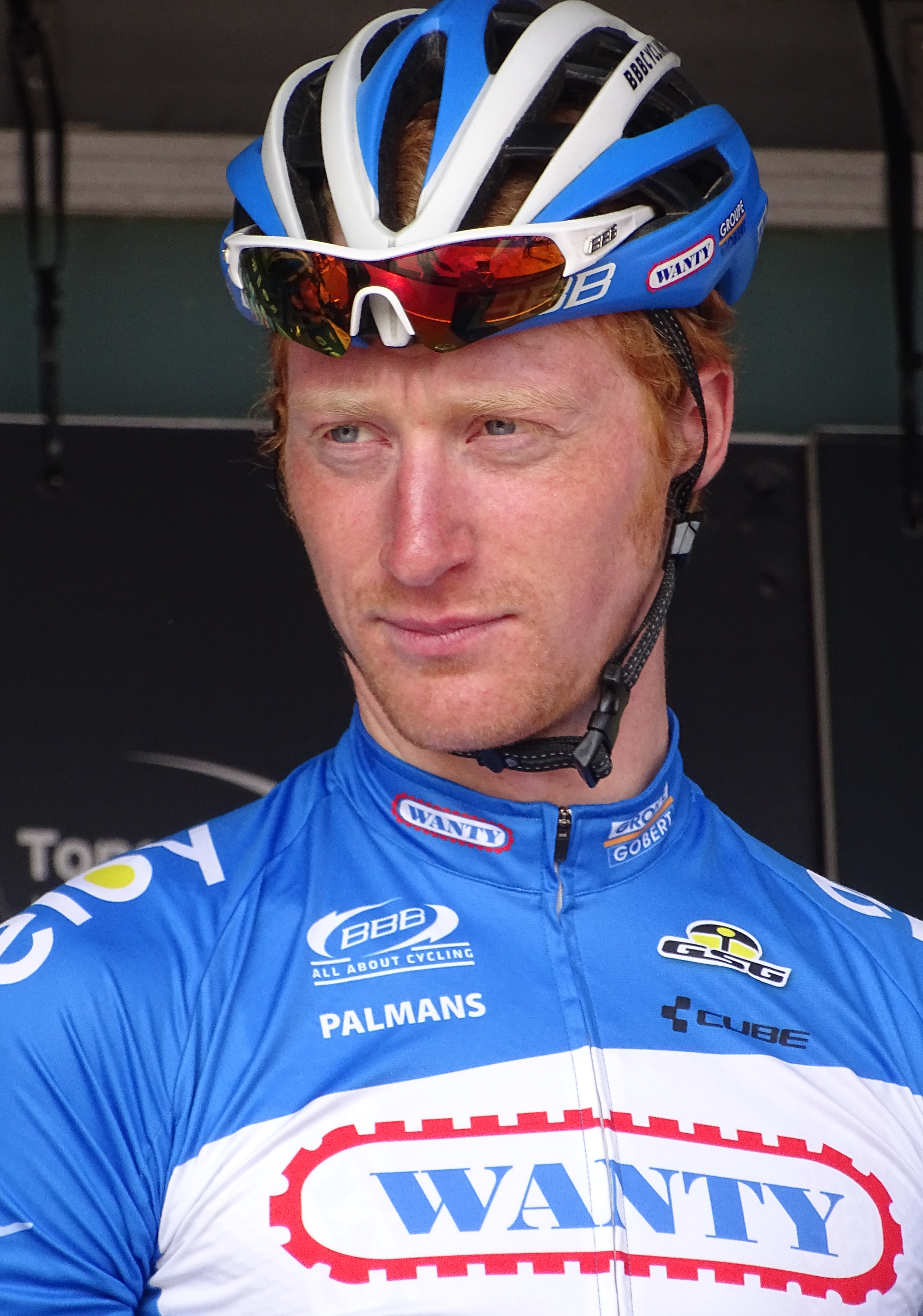
Frederik Backaert.
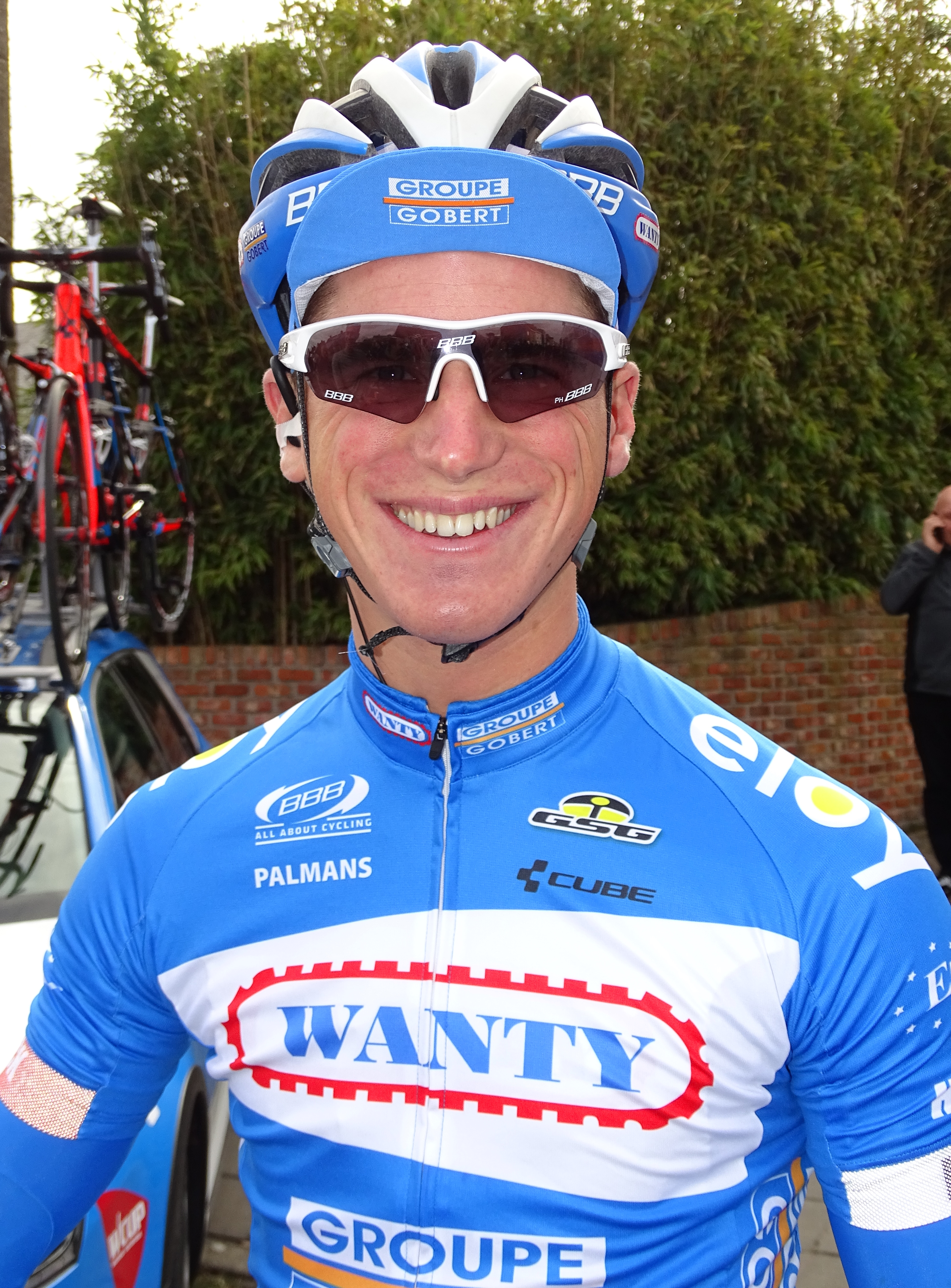
Tom Devriendt.
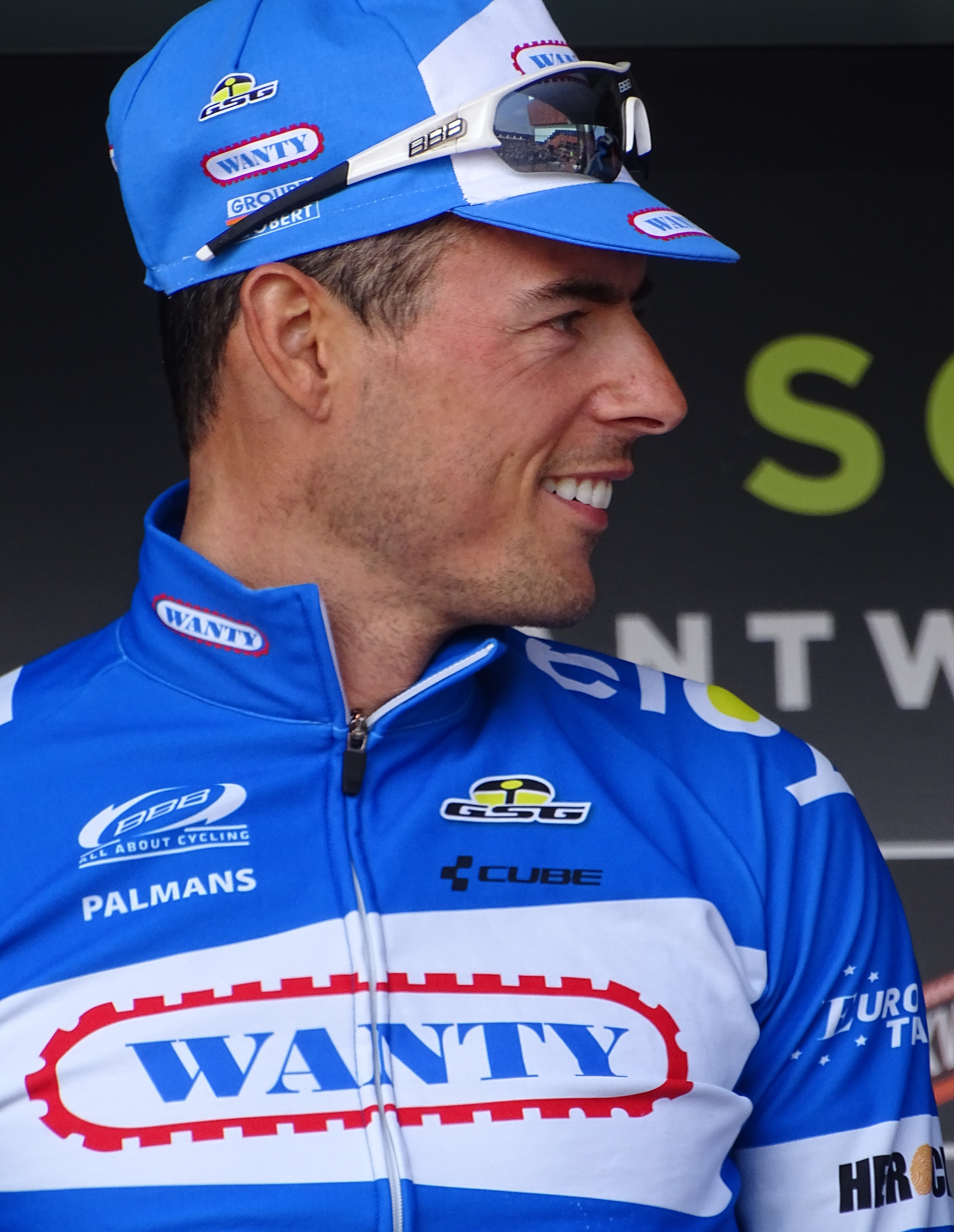
Björn Leukemans.
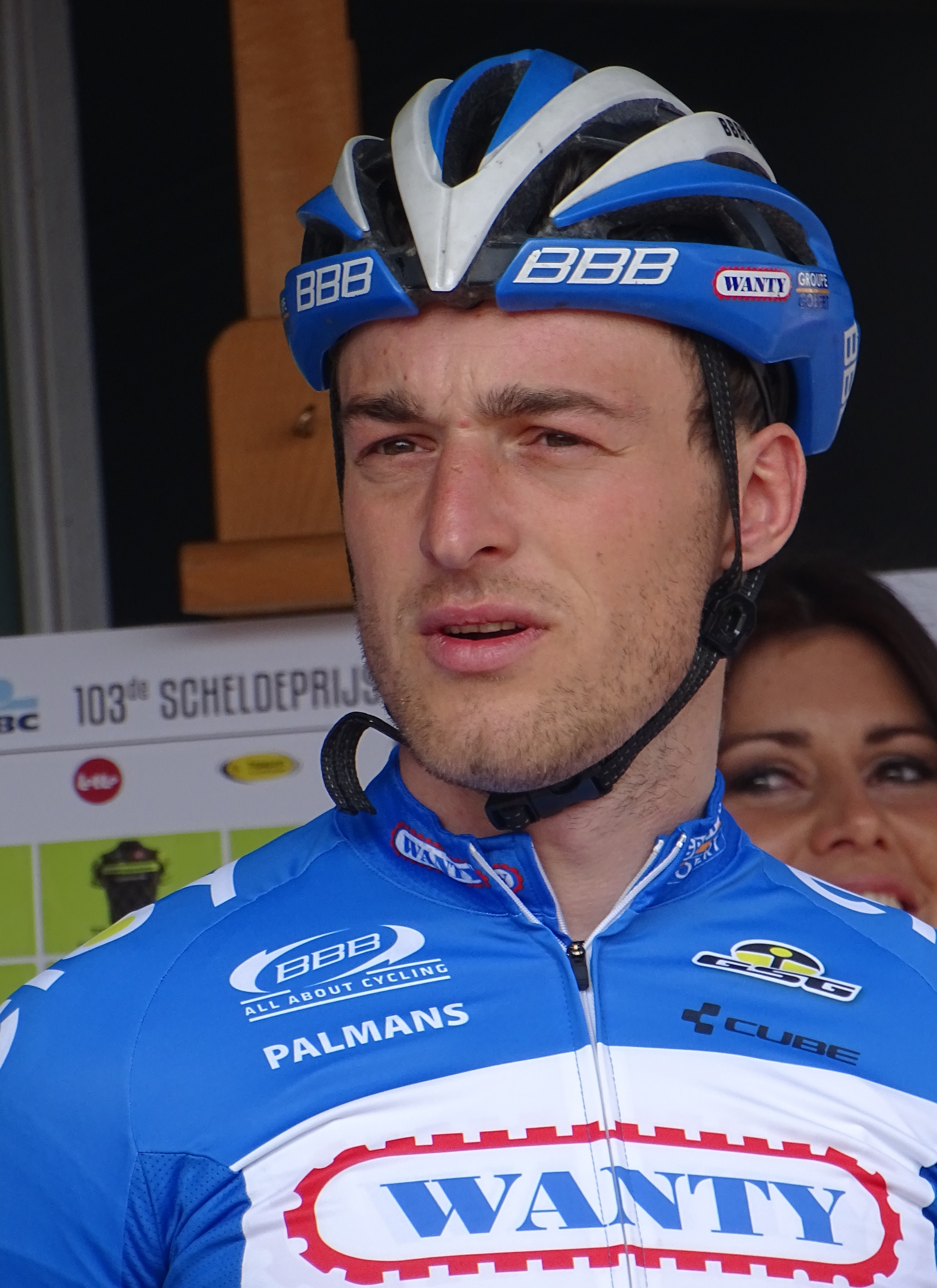
Frédérique Robert.
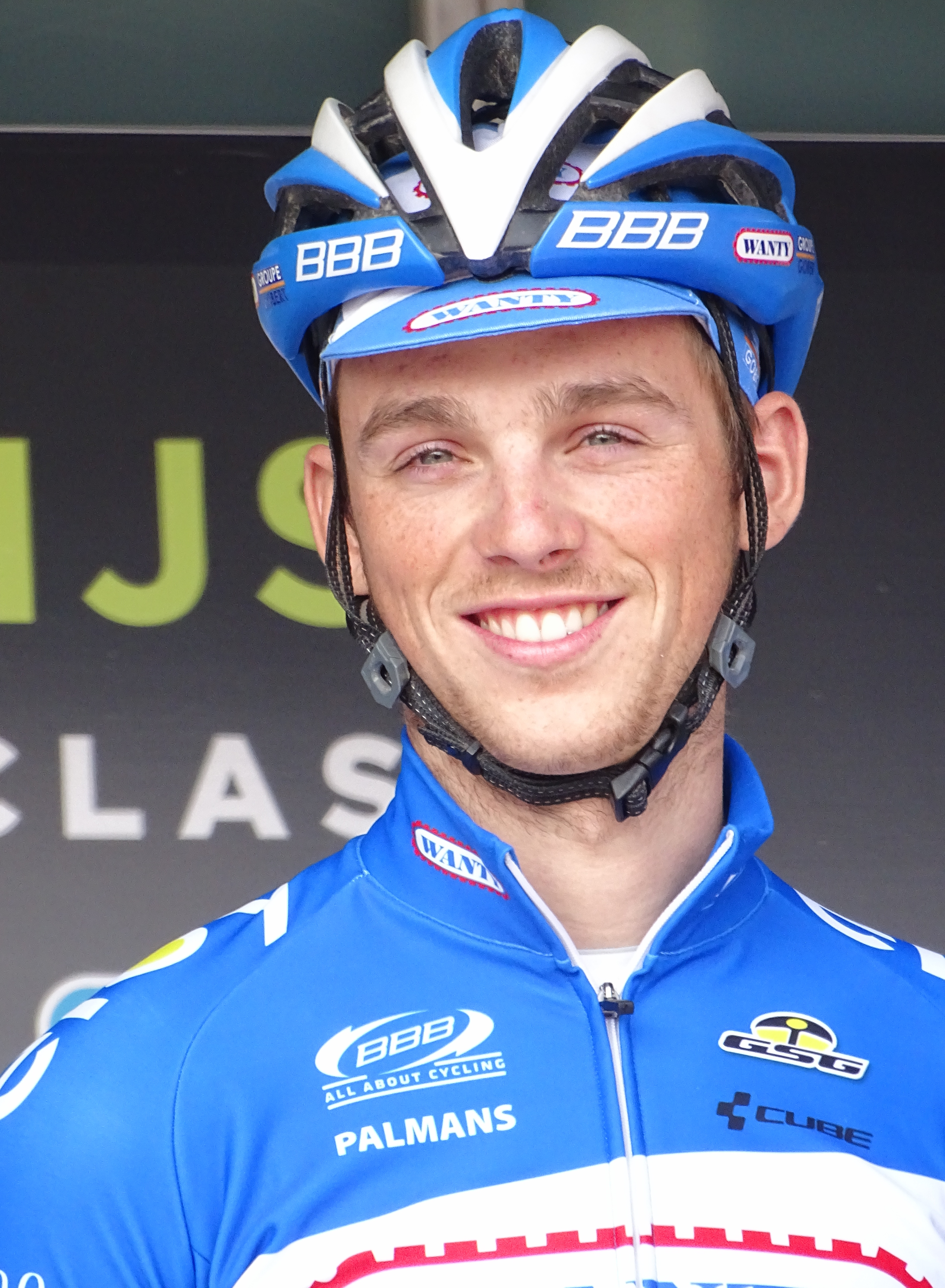
Lander Seynaeve.
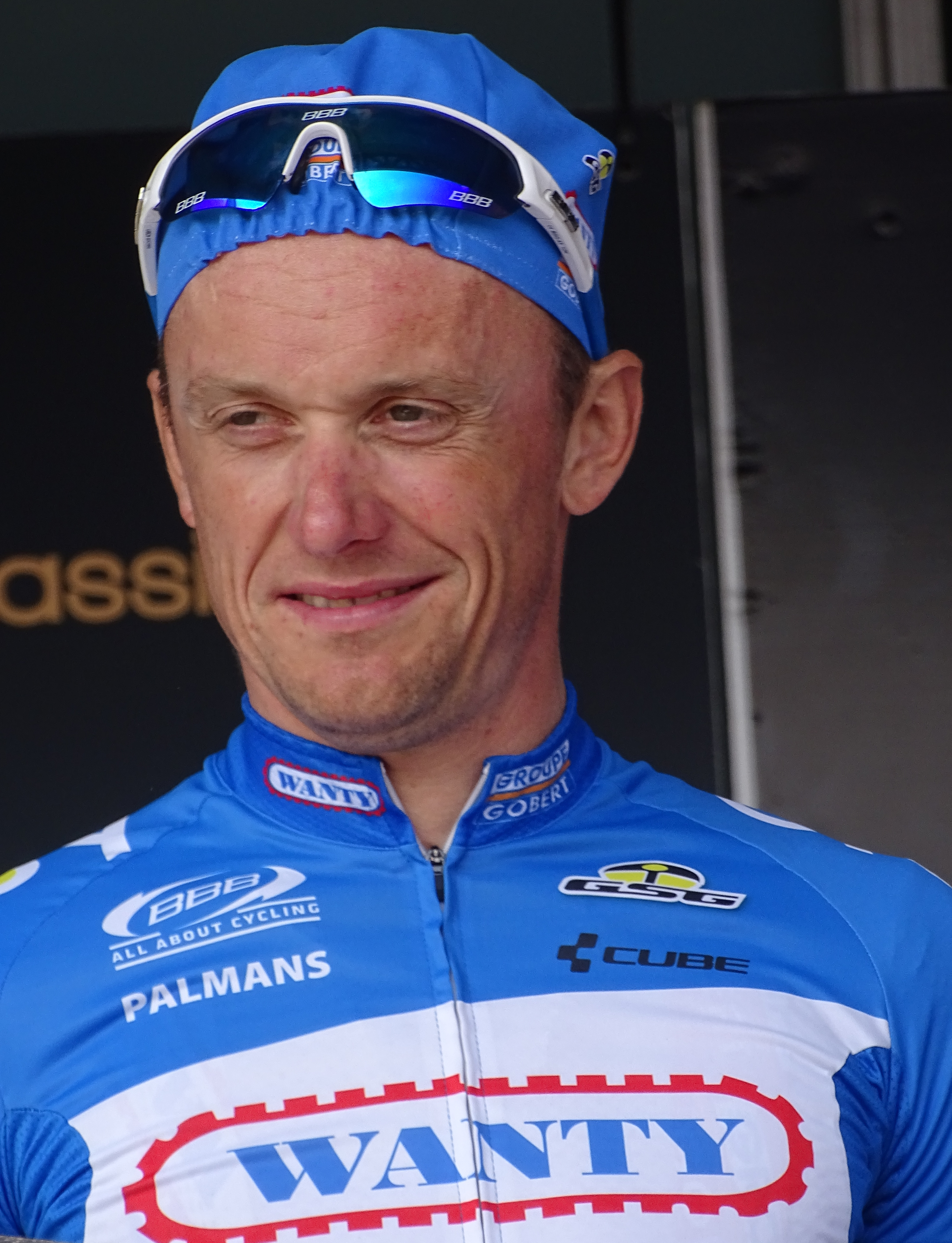
James Vanlandschoot.

## Bilan de la saison

### Victoires
| Date       | Course                             | Pays     | Classe | Vainqueur         |
| ---------- | ---------------------------------- | -------- | ------ | ----------------- |
| 05/02/2015 | 2e étape de l'Étoile de Bessèges   | France   | 2.1    | Roy Jans          |
| 18/04/2015 | Tour du Finistère                  | France   | 1.1    | Tim De Troyer     |
| 07/06/2015 | 3e étape des Boucles de la Mayenne | France   | 2.1    | Danilo Napolitano |
| 14/06/2015 | Tour du Limbourg                   | Belgique | 1.1    | Björn Leukemans   |
| 23/08/2015 | Grand Prix Jef Scherens            | Belgique | 1.1    | Björn Leukemans   |
| 26/08/2015 | Course des raisins                 | Belgique | 1.1    | Jérôme Baugnies   |
| 30/08/2015 | Coupe Sels                         | Belgique | 1.1    | Robin Stenuit     |

Podiums
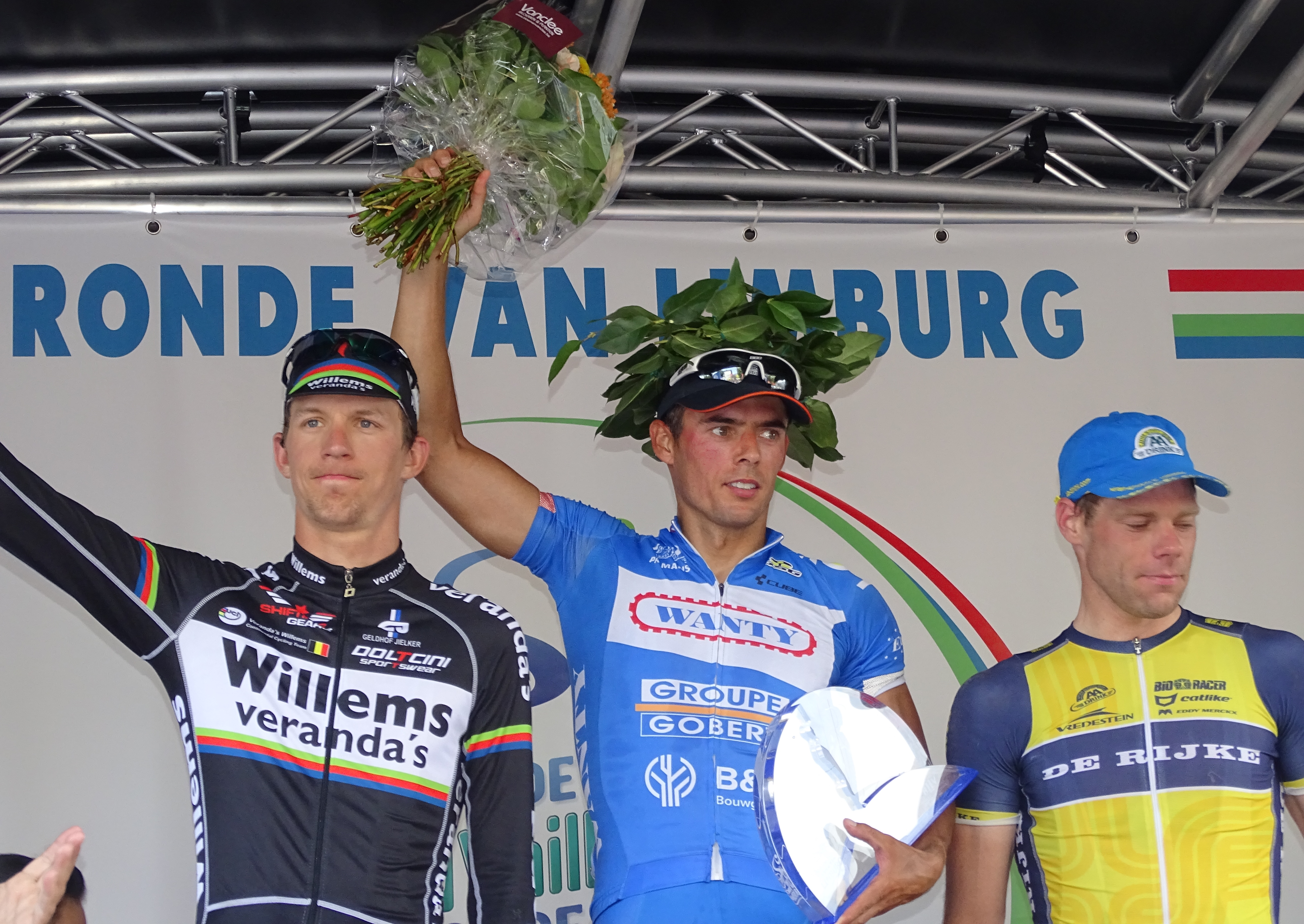
Podium de l'édition 2015 du Tour du Limbourg : Dimitri Claeys (2e), Björn Leukemans (1er) et Wouter Mol (3e).
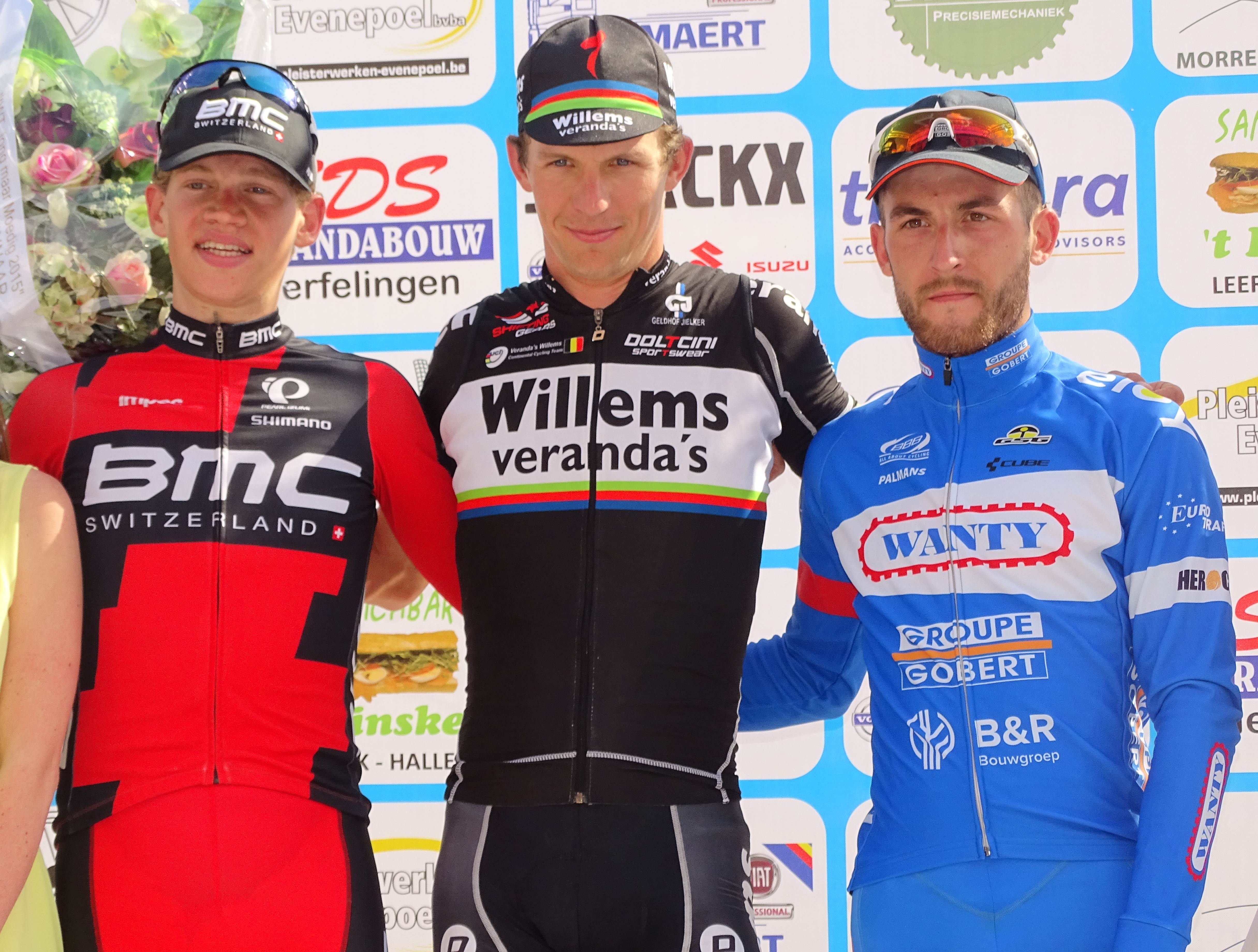
Podium de l'édition 2015 de l'Internationale Wielertrofee Jong Maar Moedig : Floris Gerts (2e), Dimitri Claeys (1er) et Tim De Troyer (3e).
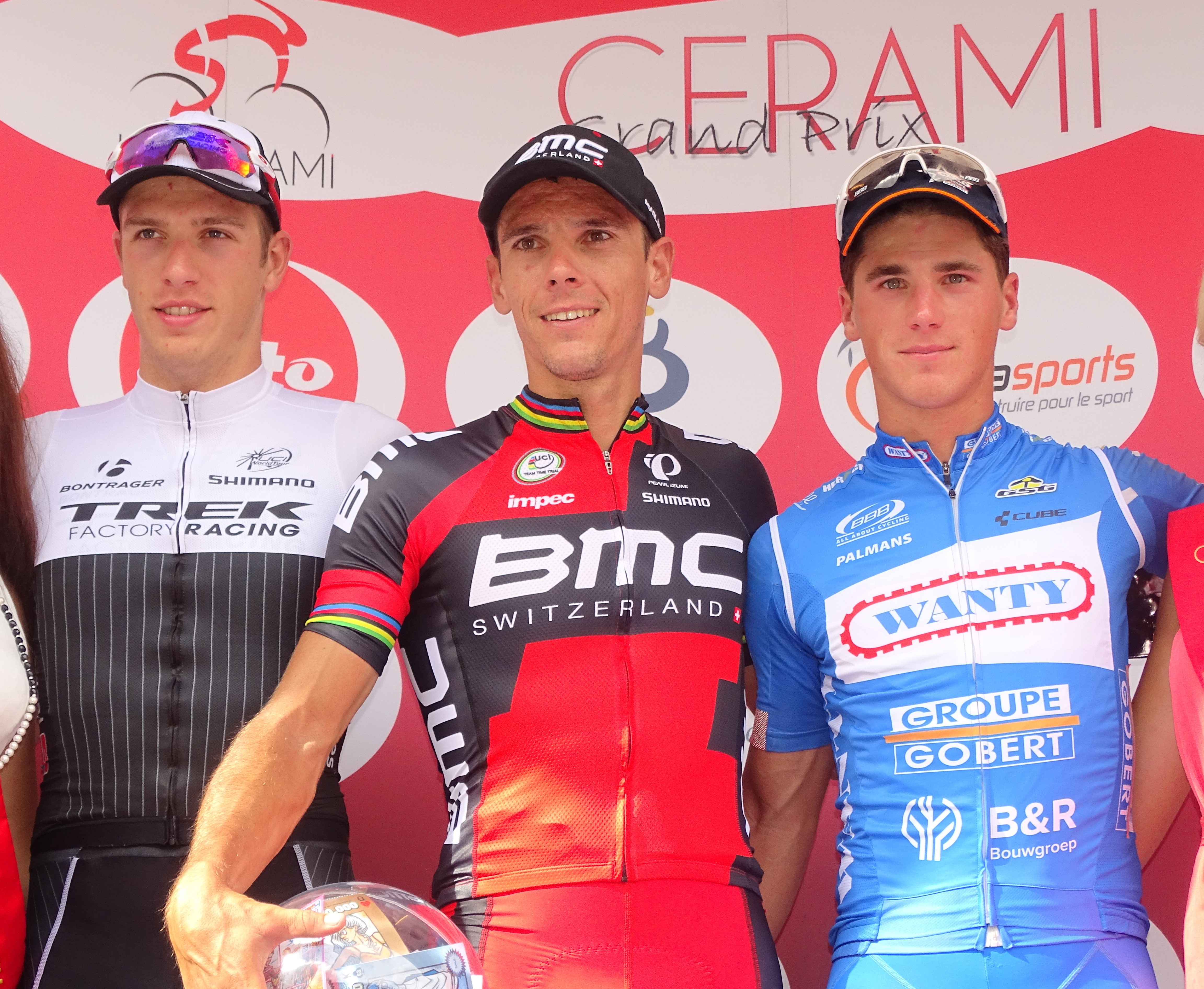
Podium de l'édition 2015 du Grand Prix Pino Cerami : Danny van Poppel (2e), Philippe Gilbert (1er) et Tom Devriendt (3e).
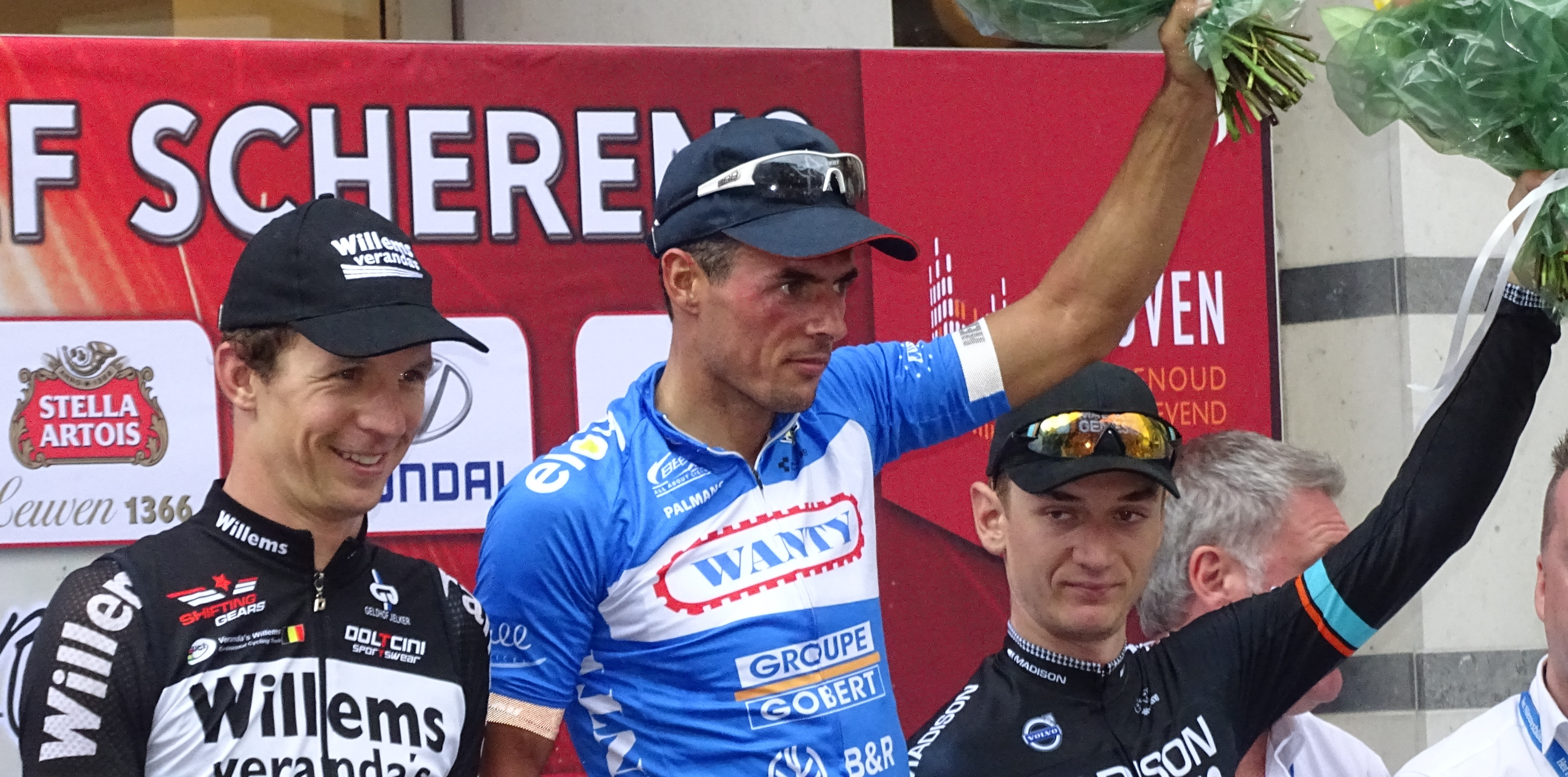
Podium de l'édition 2015 du Grand Prix Jef Scherens : Dimitri Claeys (2e), Björn Leukemans (1er) et Mark McNally (3e).
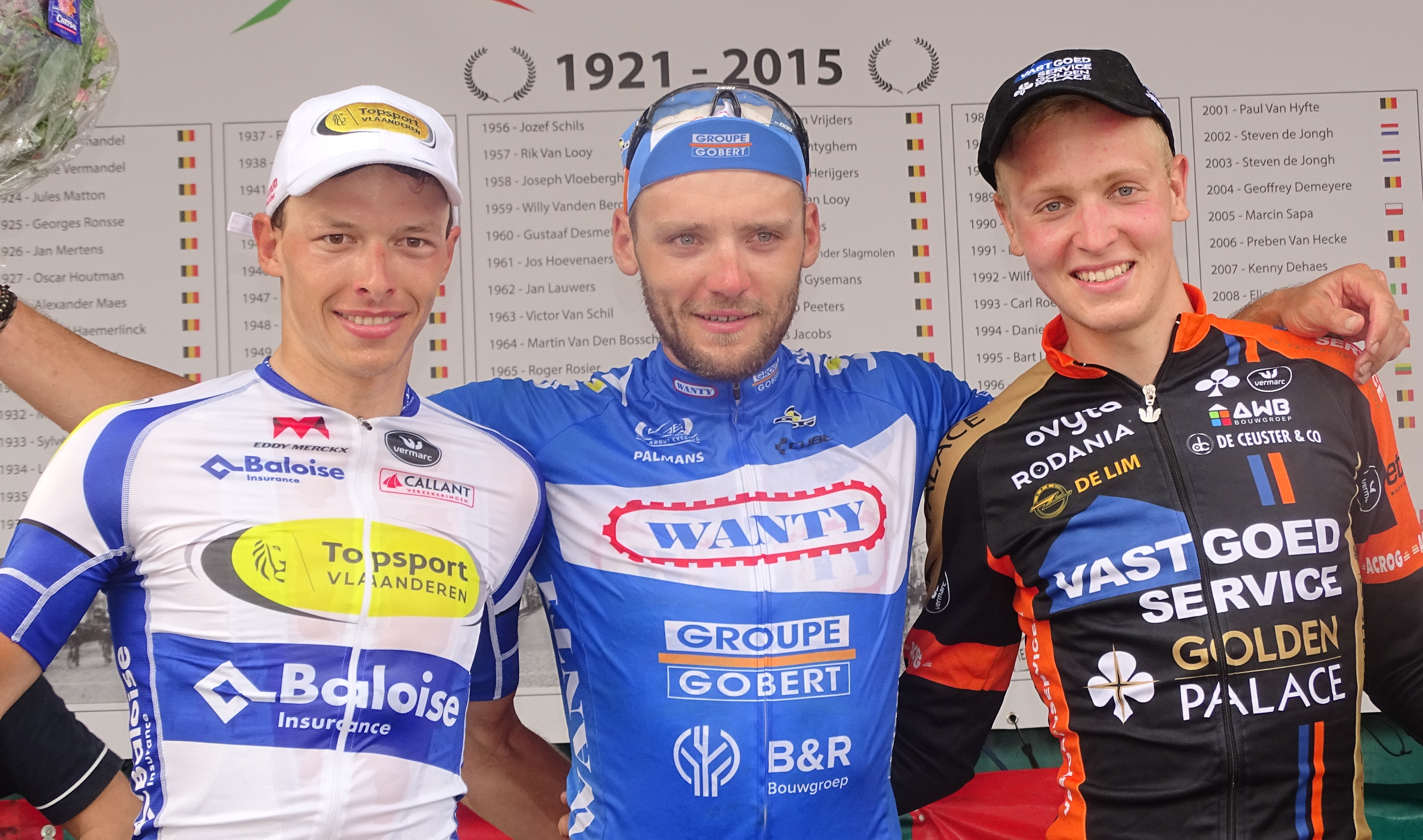
Podium de l'édition 2015 de la Coupe Sels : Oliver Naesen (2e), Robin Stenuit (1er) et Tim Merlier (3e).

### Résultats sur les courses majeures
Les tableaux suivants représentent les résultats de l'équipe dans les principales courses du calendrier international dans lesquelles l'équipe bénéficie d'une invitation. Pour chaque épreuve est indiqué le meilleur coureur de l'équipe, son classement ainsi que les accessits glanés par Wanty-Groupe Gobert sur les courses de trois semaines.

#### Classiques
| Classique            | Milan-San Remo | Tour des Flandres   | Paris-Roubaix         | Liège-Bastogne-Liège    | Tour de Lombardie |
| -------------------- | -------------- | ------------------- | --------------------- | ----------------------- | ----------------- |
| Coureur (classement) | Non invitée    | Marco Marcato (18e) | Björn Leukemans (19e) | Enrico Gasparotto (16e) | Non invitée       |

#### Grands tours
| Grand tour           | Tour d'Italie | Tour de France | Tour d'Espagne |
| -------------------- | ------------- | -------------- | -------------- |
| Coureur (classement) | Non invitée   | Non invitée    | Non invitée    |
| Accessits            | -             | -              | -              |

### Classement UCI

#### UCI Africa Tour
L'équipe Wanty-Groupe Gobert termine à la 15e place de l'Africa Tour avec 15 points. Ce total est obtenu par l'addition des points des huit meilleurs coureurs de l'équipe au classement individuel, cependant seul un coureur est classé,.
| Rang | Coureur       | Points |
| ---- | ------------- | ------ |
| 115  | Tim De Troyer | 15     |